# Der Standard
Der Standard este un ziar cotidian național din Austria, care este publicat la Viena, deși el este produs în Tulln an der Donau din Austria Inferioară, datorită impozitelor mai mici din acel stat federal.

## Istorie și profil
Der Standard a fost fondată de Oscar Bronner ca un ziar financiar și a publicat prima sa ediție în 19 octombrie 1988. Compania media germană Axel Springer a achiziționat o participație în compania care edita ziarul în 1988 și a vândut-o în anul 1995.
Bronner rămâne editorul ziarului, Rainer Schüller este redactor-șef interimar. Der Standard se consideră un ziar — într-un sens european (din punct de vedere social și cultural, dar nu și economic) — liberal și independent. Părțile terțe au descris ziarul ca având o orientare liberală cu nuanțe de stânga. Până în 2007, redactor-șef al cotidianului a fost Gerfried Sperl, după care i-a succedat în acest post Alexandra Föderl-Schmid.
În 2002 Der Standard a fost unul dintre cele patru ziare cotidiane de calitate cu distribuție la nivel național, alături de Salzburger Nachrichten, Die Presse și Wiener Zeitung. Deși Der Standard este destinat a fi un ziar național, el a avut în trecut o incontestabilă tendință de a se concentra doar asupra Vienei. Acest lucru a fost atenuat prin deschiderea de birouri redacționale în alte state federale (în prezent în Stiria, Austria Superioară și Carintia) și prin introducerea secțiunile regionale. Der Standard este un ziar din care mass-media internațională citează adesea, atunci când este necesară o opinie din partea presei austriece. Acesta este unul dintre ziarele de calitate cele mai bine vândute din Austria și a ajuns pe 18 iunie 2005 la cea de-a 5000-a ediție.
Der Standard este publicat de Standard Verlagsgesellschaft m. b. H. În august 2008, compania nou-înființată Bronner Online AG a cumpărat 49% din acțiunile acestei companii, care deținuse anterior grupul Süddeutscher Verlag. Bronner Family Foundation a deținut mult timp 41% din acțiuni, iar Oscar Bronner deținea restul de 10%. Süddeutscher Verlag a intrat în companie în decembrie 1998; anterior, între 1988 și 1995, Axel Springer Verlag deținea 50% din acțiuni.
Începând cu anul 2005, ziarul a colaborat cu The New York Times și a publicat The New York Times International Weekly în zilele de luni, care este un supliment de șase pagini ce oferă articole selectate din the Times în limba engleză. Der Standard participă la Atomium Culture, Platforma Permanentă pentru Excelență Europeană, care aduce laolaltă unele dintre cele mai reputate afaceri, ziare și universități europene, pentru a crește răspândirea cunoștințelor peste frontiere, în toate sectoarele și pentru publicul larg.
Potrivit analizei media austriece din 2007, Der Standard avea 352.000 de cititori în Austria, o pondere de 5% din toți cititorii de presă. Cu o pondere de 19,4%, el este ziarul cel mai citit de persoanele cu studii universitare. O ediție online (Der Standard digital) este disponibil ca e-paper pe bază de abonament.

## Tiraj
Tirajul Der Standard a fost de 104.000 de exemplare în 2002. În anul 2004 tirajul său a fost de 106.000 de exemplare. 
Ziarul avea un tiraj de 118 000 de exemplare în 2007, de 117.131 de exemplare în 2008, 108.772 exemplare în 2009, de 104.004 de exemplare în 2010, de 72.693 de exemplare în 2011 și de aproximativ 86.000 de exemplare în 2013.

## derStandard.at
Der Standard operează propriul portal web — derStandard.at — din februarie 1995 și susține că aceasta a fost prima apariție a unui ziar de limbă germană pe Internet. În trimestrul IV din 2011, potrivit Die Österreichische Webanalyse, derstandard.at a avut un număr de cititori de 1.135.000 de utilizatori unici (2.379.231 clienți unici în decembrie 2011) și, în consecință, este una dintre cele mai mari și cele mai urmărite portaluri web din Austria. Articolele publicate on-line pot fi comentate de către utilizatorii înregistrați. Portalul diestandard.at publică articole cu privire la problemele femeilor și la feminism. În 2011, derStandard.at a generat un profit mai mare decât ediția tipărită a Der Standard.